# Jiří Úlovec
Jiří Úlovec (* 17. září 1957, Brno) je český historik, archivář a kastelolog.

## Život
Jiří Úlovec maturoval roku 1976 na gymnáziu v Kralupech, poté studoval na Filozofické fakultě Univerzity Karlovy národopis, dějepis, archeologii a dějiny umění. Studia dokončil roku 1981. V letech 1981–1987 pracoval v 1. oddělení Státního ústředního archivu, mezi roky 1987–1992 působil v nakladatelství Naše vojsko. Od roku 1992 byl zaměstnán jako metodik v archivní správě, v letech 2011–2022 zastával post ředitele Odboru archivní správy a spisové služby Ministerstva vnitra.

## Dílo
Jiří Úlovec se zaměřuje na dějiny hradů, zámků a tvrzí, převážně v západních a severních Čechách, ale i v jiných regionech. Oproti jiným českým kastelologům ve velké míře užívá psané prameny, jeho práce je však multidisciplinární. Monograficky zpracoval hrady, zámky a tvrze v některých okresech, publikoval více než 250 odborných článků.  

## Monografie
- Hrady, zámky a tvrze okresu Tachov 1-3, Tachov 1988–1991 (spoluautor Zdeněk Procházka)
- Drmoul u Mariánských Lázní, Drmoul 1992
- Hrady, zámky a tvrze na Chebsku, Cheb 1998
- Tvrz a zámek Odolena Voda, Praha 1998
- Encyklopedie českých tvrzí 1-3, Praha 1998–2005 (spoluautor)
- Zaniklé hrady, zámky a tvrze Čech, Praha 2000
- Hrady, zámky a tvrze na Ústecku, Ústí nad Labem 2002
- Ohrožené hrady, zámky a tvrze Čech 1.–2., Praha 2003–2005
- Hrady, zámky a tvrze Klatovska, Praha 2004
- Zaniklé hrady, zámky a tvrze Čech, Moravy a Slezska po roce 1945, Praha 2005 (spoluautoři Miroslav Plaček a František Musil)
- Tvrz a zámek v Životicích u Nepomuku, Plzeň 2009 (spoluautor Tomáš Karel)
- Navarov: zámek a hrad, Praha 2018 (spoluautor)